# العلاقات الباكستانية الدومينيكانية
العلاقات الباكستانية الدومينيكانية هي العلاقات الثنائية التي تجمع بين باكستان وجمهورية الدومينيكان.

## مقارنة بين البلدين
هذه مقارنة عامة ومرجعية للدولتين:
| وجه المقارنة                                              | باكستان                     | جمهورية الدومينيكان |
| --------------------------------------------------------- | --------------------------- | ------------------- |
| المساحة (كم2)                                             | 881.91 ألف                  | 48.67 ألف           |
| عدد السكان (نسمة)                                         | 197.02 مليون                | 10.40 مليون         |
| الكثافة السكانية (ن./كم²)                                 | 223.4                       | 213.68              |
| العاصمة                                                   | إسلام آباد                  | سانتو دومينغو       |
| اللغة الرسمية                                             | لغة إنجليزية، اللغة الأردية | اللغة الإسبانية     |
| العملة                                                    | روبية باكستانية             | بيزو دومنيكاني      |
| الناتج المحلي الإجمالي (بليون دولار)                      | 304.95 مليار                | 75.93 مليار         |
| الناتج المحلي الإجمالي (تعادل القوة الشرائية) بليون دولار | 946.67 مليار                | 149.89 مليار        |
| الناتج المحلي الإجمالي الاسمي للفرد دولار أمريكي          | 1.43 ألف                    | 6.47 ألف            |
| الناتج المحلي الإجمالي للفرد دولار أمريكي                 | 4.81 ألف                    | 13.26 ألف           |
| مؤشر التنمية البشرية                                      | 0.538                       | 0.715               |
| رمز المكالمات الدولي                                      | +92                         | +1809، +1829، +1849 |
| رمز الإنترنت                                              | .pk                         | .do                 |
| المنطقة الزمنية                                           | ت ع م+05:00                 | 00                  |

## منظمات دولية مشتركة
يشترك البلدان في عضوية مجموعة من المنظمات الدولية، منها:
| علم المنظمة | اسم المنظمة                        | تاريخ انضمام باكستان | تاريخ انضمام جمهورية الدومينيكان |
| ----------- | ---------------------------------- | -------------------- | -------------------------------- |
|             | المنظمة الهيدروغرافية الدولية      | ?                    | ?                                |
|             | الاتحاد البريدي العالمي            | ?                    | ?                                |
|             | يونسكو                             | 14 سبتمبر 1949       | 4 نوفمبر 1946                    |
|             | البنك الدولي للإنشاء والتعمير      | 11 يوليو 1950        | 18 سبتمبر 1961                   |
|             | منظمة التجارة العالمية             | ?                    | ?                                |
|             | وكالة ضمان الاستثمار متعدد الأطراف | 12 أبريل 1988        | 7 مارس 1997                      |
|             | منظمة الشرطة الجنائية الدولية      | ?                    | ?                                |
|             | مؤسسة التمويل الدولية              | 20 يوليو 1956        | 31 أكتوبر 1961                   |
|             | الأمم المتحدة                      | 30 سبتمبر 1947       | 24 أكتوبر 1945                   |
|             | منظمة حظر الأسلحة الكيميائية       | ?                    | ?                                |

## وصلات خارجية
- موقع وزارة الخارجية الباكستانية